# Зиньков, Антон Фролович
Зиньков Антон Фролович (28 декабря 1906, Орловская область — 24 июня 1988, Кривой Рог, Днепропетровская область) — советский шахтёр, бурильщик шахты «Новая» рудоуправления имени Карла Либкнехта в Кривом Роге. Стахановец, инициатор внедрения нового высокопроизводительного метода отбойки руды.

## Биография
Родился 28 декабря 1906 года на территории нынешней Орловской области.
В 1930—1934 годах — отбойщик угля на шахте № 8 рудника «Ветка» в Юзовке. В 1934 году окончил школу горных мастеров. 
С 1934 года работал на шахтах Кривбасса. В 1934—1941 годах — бурильщик шахты «КИМ» шахтоуправления имени Карла Либкнехта в Кривом Роге. С приближением немецких войск к Кривому Рогу вместе с другими шахтёрами был эвакуирован на Урал. В 1941—1946 годах — проходчик шахты «Северная» Высокогорского рудоуправления. Член ВКП(б) с 1942 года. В 1946—1957 годах — бурильщик шахты «Новая» рудоуправления имени Карла Либкнехта. Депутат Криворожского городского совета в 1947—1950 годах.
Создал всесоюзную школу передового опыта, где обучалось 600 горняков. Наставник и рационализатор. Участник ВДНХ.
Умер 24 июня 1988 года в Кривом Роге.

## Новый метод отбойки руды
Работая на шахтах Кривбасса изучал свойства руд и особенности их залегания. В 1948 году совместно со своей бригадой разработал и внедрил новый высокопроизводительный метод отбойки руды подэтажных штреков веерными комплектами скважин. В ходе внедрения нового метода была усовершенствована выемка и изменена технология отбойки руды в камерах. Начато использование тяжёлых пневматических перфораторов ударного типа, которые устанавливались на распорных вертикальных колонках, что позволило устранить трудоёмкую и малопроизводительную операцию проходки заходок. Эти нововведения позволили обезопасить условия работы бурильщиков и повысить культуру производства. В новом методе 70—80% рабочего времени занимает бурение, производительность труда на отбойке руды увеличилась на 31%. За 6 месяцев 1949 года Зиньков дал сверхпланово 6171 тонну руды и снизил расход сжатого воздуха на тонну добытой руды на 40 %, взрывчатого материала — на 43 %, электроэнергии — на 40 %. Себестоимость тонны добытой руды была снижена на 31 %. 
Новый метод отбойки руды был широко внедрён на многих шахтах Кривбасса.
Была выпущена брошюра «Новый метод отбойки руды», которая была переведена на болгарский и венгерский языки.

## Награды
- Сталинская премия 3-й степени (1951) — за внедрение высокопроизводительных способов добычи руды;
- дважды орден Трудового Красного Знамени;
- Медаль «За трудовое отличие» (26.03.1939)[3].

## Память
В Днепропетровском историческом музее была открыта экспозиция посвящённая Зинькову.